# نیو هووپ (تنسی)
نیو هووپ(به انگلیسی: New Hope) شهری در ایالت تنسی کشور ایالات متحده آمریکا است که جمعیت آن در سرشماری سال ۲۰۱۰ میلادی، ۱٬۰۸۲ نفر بوده‌است.